# Педро-Агирре-Серда (коммуна)
Педро-Агирре-Серда (исп. Pedro Aguirre Cerda) — коммуна в Чили. Одна из городских коммун города Сантьяго. Входит в состав провинции Сантьяго и области Столичной области.

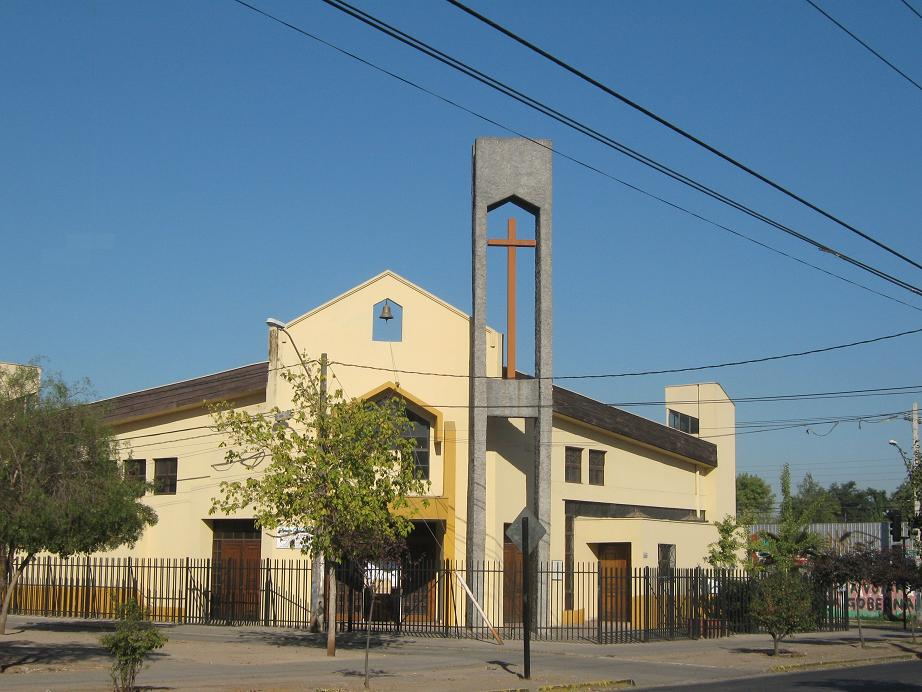
Приход Святого Луки

Территория — 10 км². Численность населения — 101 174 жителя (2017). Плотность населения — 10 117,4 чел./км².

## Расположение
Коммуна расположена на юго-западе города Сантьяго.
Коммуна граничит:
- на севере — c коммунами Сантьяго, Эстасьон-Сентраль
- на востоке — с коммуной Сан-Мигель
- на юге — c коммуной Ло-Эспехо
- на западе — c коммуной Серрильос

## Демография
Согласно сведениям, собранным в ходе переписи 2017 г. Национальным институтом статистики (INE),  население коммуны составляет:
| Полное население                          | Полное население                          | Полное население                          | Полное население                          | Полное население                          | 101 174  |
| ----------------------------------------- | ----------------------------------------- | ----------------------------------------- | ----------------------------------------- | ----------------------------------------- | -------- |
| в том числе:                              | Городское население                       | 101 174                                   | Процент городского населения, %           | 100                                       |          |
|                                           | Сельское население                        | 0                                         | Процент сельского населения, %            | 0                                         |          |
|                                           | Мужское население                         | 49 513                                    | Процент мужского населения, %             | 48,94                                     |          |
|                                           | Женское население                         | 51 661                                    | Процент женского населения, %             | 51,06                                     |          |
| Плотность населения, чел/км²              | Плотность населения, чел/км²              | Плотность населения, чел/км²              | Плотность населения, чел/км²              | Плотность населения, чел/км²              | 10 117,4 |
| Население коммуны в % к населению области | Население коммуны в % к населению области | Население коммуны в % к населению области | Население коммуны в % к населению области | Население коммуны в % к населению области | 1,42     |

| Динамика изменения населения коммуны | Динамика изменения населения коммуны | Динамика изменения населения коммуны | Динамика изменения населения коммуны |
| ------------------------------------ | ------------------------------------ | ------------------------------------ | ------------------------------------ |
| 1992                                 | 2002                                 | 2012                                 | 2017                                 |
| 130 441                              | 114 560▼                             | 104 018▼                             | 101 174▼                             |